# Cham-e Mehr
Cham-e Mehr (persiska: چَم مِهرِ پائين, چم مهر, Cham Mehr-e Pā‘īn, چَمبير, چَم مِهرِ بالا) är en ort i Iran.   Den ligger i provinsen Lorestan, i den västra delen av landet, 500 km sydväst om huvudstaden Teheran. Cham-e Mehr ligger 543 meter över havet och antalet invånare är 649.
Terrängen runt Cham-e Mehr är kuperad åt nordost, men åt sydväst är den bergig. Cham-e Mehr ligger nere i en dal. Runt Cham-e Mehr är det ganska glesbefolkat, med 42 invånare per kvadratkilometer. Närmaste större samhälle är Poldokhtar, 15,1 km öster om Cham-e Mehr. Omgivningarna runt Cham-e Mehr är i huvudsak ett öppet busklandskap.